# GF Frithiof
GF Frithiof (Gymnastikföreningen Frithiof) var en idrottsförening i Borås grundad 1924, som tävlade i gymnastik och handboll.
I handboll klarade föreningen av att ta sig till högsta serien spelåret 1938–1939. Man kvalade mot Göta (Karlstad) - förlust 11-12, men vann sen mot GoIF Fram (Jönköping) med 19-11 och tog sig vidare på målskillnad. I slutkvalet fick man stryk av IFK Lund med 19-10 men besegrade Upsala  IF och var klara för allsvenskan. Föreningen hade en liten spelplan som tog mycket lite publik och fick tigga ihop pengar till bortaresorna. Spelarna la också ut egna medel,
Seriespelet i allsvenskan gick inte så bra. Föreningen kom sist i serien med 6 poäng. Tabellrad 14 3 0 11 127-198 6. Frithiof hade allsvenskans minsta publik på 3083 personer sammanlagt på de sju hemmamatcherna. Frithiof tog alla sina poäng på bortaplan. De besegrade bland andra Stockholmsflottan och Hellas med 9-7. I matchen mot Hellas tog det 17 minuter innan första målet gjordes och i halvtid stod det 3-1 till Frithiof. Det visar att det var en annan handboll. Trånga hallar med dålig spelbredd, det var ruffigare spel, dribbling var inte tillåten (vilket försvårade kontringar) och inte minst dåligt skytte. Speltid var 2x25 minuter.
Föreningen spelade några DM-finaler också, bland annat några mot Elfsborg. Efter den allsvenska sejouren fortsatt förening spela i västsvenska serien men upplöstes 1949.